# Botrylloides leachii
Botrylloides leachii is een zakpijpensoort uit de familie van de Styelidae. De wetenschappelijke naam van de soort werd, als Botryllus leachi, voor het eerst geldig gepubliceerd in 1816 door Marie Jules César Savigny.

## Beschrijving
Botrylloides leachii is een kolonievormende zakpijp, waarbij de kolonies eruitzien als platte, vrij slijmerige overtreksels op een stevige ondergrond. De kleur is grijs, oranje of rood. De aparte individuen (zoïden genoemd) zitten in twee min of meer duidelijk herkenbare evenwijdige rijen, of in langwerpige ovalen binnen een grotere kolonie. Soms zitten ze op de rand van de kolonie netjes naast elkaar. De afzonderlijke zoïden zijn ongeveer 4 mm in diameter, terwijl de hele kolonie 15 cm of meer breed kan worden.
De lineaire rangschikking van zoïden in Botrylloides leachii onderscheidt het van de sterachtige rangschikking van zoïden in Botryllus schlosseri. B. leachi is het favoriete voedsel van de ribkauri's, Trivia arctica en Trivia monacha.

## Verspreiding en leefgebied
Botrylloides leachii heeft een brede verspreiding, waarbij is aangetoond dat een aantal soorten die voorheen als gescheiden werden beschouwd, identiek waren en daarmee synoniem waren. Het verspreidingsgebied omvat de Indo-Pacifische regio, de Caraïbische Zee en de oostelijke Atlantische Oceaan, inclusief de Noordzee en de Middellandse Zee. Het groeit op rotsen, verschillende harde substraten en grote zeewieren, maar ook los op zand en afval, op een diepte tot ongeveer dertig meter.